# Morten Avnskjold
Morten Avnskjold (født 26. august 1979) er en dansk tidligere fodboldspiller.
Avnskjold spillede for Herfølge, som vandt Superligaen 1999-2000.

## Trænerkarriere
Han blev i oktober 2016 midlertidig træner i Rishøj Boldklub sammen med Dennis Danry, da klubben valgte at fyre Lars Feist som cheftræner.
I juni 2017 fratrådte Avnskjold som sportschef i Rishøj Boldklub, efter klubben blev til Køge Nord FC som følge af blandt andet Andreas Bos indtræden i klubben.